# Инзельберг

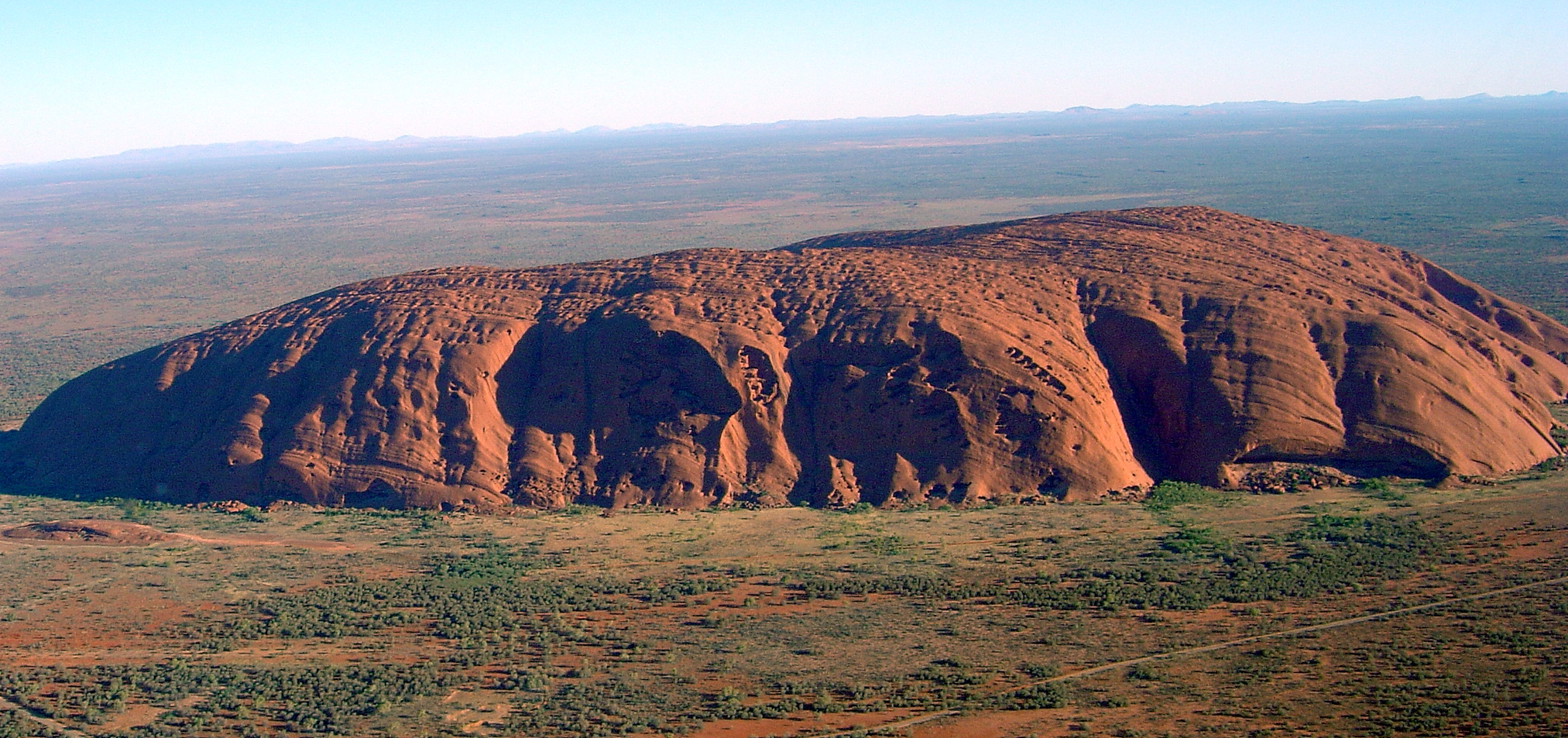
Улуру (Австралия)

Инзельбе́рг (от нем. Insel — «остров» и Berg — «гора»), или островна́я гора́ — изолированный холм с крутыми склонами; отдельный холм, поднимающийся над равниной подобно острову над морем. Характерная высота — от 100 до 2000 м. Название дано ранними немецкими исследователями южной Африки и применяется обычно в жарких засушливых районах, особенно в африканских саваннах.
Инзельберги могут быть останцами от разрушения возвышенностей (таких много в пустыне Сахара) или поднятыми новейшей тектоникой (неотектоникой), например, Хибины на Кольском полуострове. Есть инзельберги-лакколиты.
В Венесуэле инзельберги, образованные кристаллическими породами, являются типичным элементом ландшафта.
Самый известный инзельберг — скала Улуру в Австралии, сложенная конгломератами и песчаником.

## Известные инзельберги

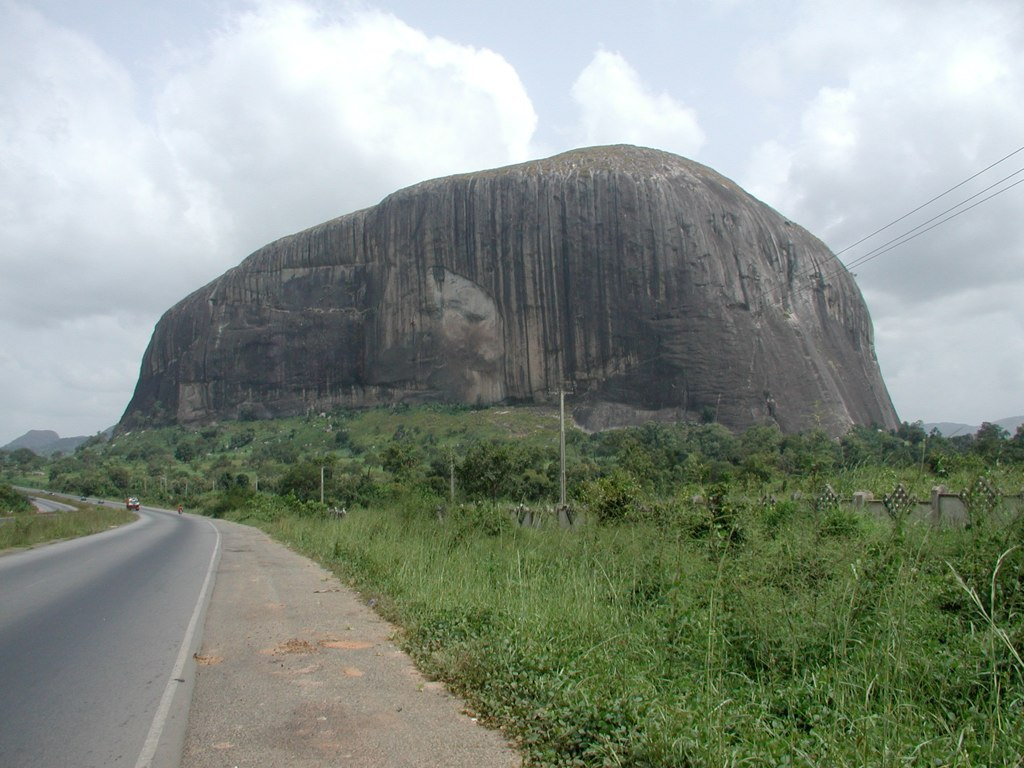
Зума (Нигерия)

- Скала Улуру в Центральной Австралии.
- Зума в Нигерии
- Гора Лико в Мозамбике.
- Скала в Колумбии Эль-Пеньон-де-Гуатапе.
- Гора Стоун-Маунтин в США, штат Джорджия.
- Скала Каменная волна (англ. Wave Rock) в Западной Австралии.